# Sostenutopedaal
Een sostenutopedaal is doorgaans het middelste pedaal van de piano waarmee de pianist de gespeelde noot of noten kan  laten doorklinken. Noten die na het indrukken van dit pedaal worden gespeeld worden daarentegen juist gedempt, dit in tegenstelling tot het sustainpedaal dat bij het indrukken alle dempers van alle snaren optilt. 
Het effect van het sostenutopedaal is dat men de gespeelde noten/akkoorden kan laten doorklinken, terwijl men vervolgens andere noten kan spelen die meteen worden gedempt. Dit geeft soms het idee dat er twee of meer piano's te horen zijn.
Het sostenutopedaal is bij de kwalitatief betere piano een (dure) optie, terwijl deze bij de vleugelpiano meestal standaard is. Indien aanwezig is het doorgaans het middelste pedaal.
Het sostenutopedaal is niet te verwarren met het demper- of studiepedaal dat bij de gewone piano op dezelfde plaats zit en een vilten lap tussen snaren en hamers brengt om (nachtelijke) pianostudie draaglijker te maken voor huisgenoten en buren.